# 6 Horas de Silverstone 2018
Las 6 Horas de Silverstone de 2018 fueron una carrera de resistencia, disputada en el Circuito de Silverstone, Northamptonshire, Inglaterra. La carrera se disputó el 19 de agosto de 2018 y fue la tercera ronda de la temporada 2018-19 del Campeonato Mundial de Resistencia de la FIA.

## Clasificación
Las pole positions de cada clase están marcadas en negrita.
| Pos. | Categoría | N.° | Escudería                 | Tiempo   | Dif.    | Parrilla |
| ---- | --------- | --- | ------------------------- | -------- | ------- | -------- |
| 1    | LMP1      | 7   | Toyota Gazoo Racing       | 1:36.895 | −       | 1        |
| 2    | LMP1      | 8   | Toyota Gazoo Racing       | 1:37.306 | +0.411  | 2        |
| 3    | LMP1      | 11  | SMP Racing                | 1:38.932 | +2.037  | 3        |
| 4    | LMP1      | 17  | SMP Racing                | 1:39.070 | +2.175  | 4        |
| 5    | LMP1      | 3   | Rebellion Racing          | 1:39.247 | +2.352  | 5        |
| 6    | LMP1      | 1   | Rebellion Racing          | 1:39.613 | +2.718  | 6        |
| 7    | LMP1      | 10  | DragonSpeed               | 1:41.412 | +4.517  | 7        |
| 8    | LMP1      | 4   | ByKolles Racing Team      | 1:41.839 | +4.944  | 8        |
| 9    | LMP2      | 37  | Jackie Chan DC Racing     | 1:44.896 | +8.001  | 9        |
| 10   | LMP2      | 38  | Jackie Chan DC Racing     | 1:45.083 | +8.188  | 10       |
| 11   | LMP2      | 36  | Signatech Alpine Matmut   | 1:46.370 | +9.475  | 11       |
| 12   | LMP2      | 28  | TDS Racing                | 1:47.048 | +10.153 | 12       |
| 13   | LMP2      | 29  | Racing Team Nederland     | 1:47.107 | +10.212 | 13       |
| 14   | LMP2      | 31  | DragonSpeed               | 1:47.270 | +10.375 | 14       |
| 15   | LMP2      | 50  | Larbre Compétition        | 1:49.489 | +12.594 | 15       |
| 16   | LMGTE Pro | 66  | Ford Chip Ganassi Team UK | 1:55.727 | +18.832 | 16       |
| 17   | LMGTE Pro | 97  | Aston Martin Racing       | 1:55.805 | +18.910 | 17       |
| 18   | LMGTE Pro | 95  | Aston Martin Racing       | 1:56.103 | +19.208 | 18       |
| 19   | LMGTE Pro | 67  | Ford Chip Ganassi Team UK | 1:56.204 | +19.309 | 19       |
| 20   | LMGTE Pro | 92  | Porsche GT Team           | 1:56.446 | +19.551 | 20       |
| 21   | LMGTE Pro | 71  | AF Corse                  | 1:56.510 | +19.615 | 21       |
| 22   | LMGTE Pro | 82  | BMW Team MTEK             | 1:56.731 | +19.836 | 22       |
| 23   | LMGTE Pro | 81  | BMW Team MTEK             | 1:56.992 | +20.097 | 23       |
| 24   | LMGTE Pro | 51  | AF Corse                  | 1:57.105 | +20.210 | 24       |
| 25   | LMGTE Pro | 91  | Porsche GT Team           | 1:57.151 | +20.256 | 25       |
| 26   | LMGTE Am  | 56  | Team Project 1            | 1:59.001 | +22.106 | 26       |
| 27   | LMGTE Am  | 77  | Dempsey-Proton Racing     | 1:59.203 | +22.308 | 27       |
| 28   | LMGTE Am  | 90  | TF Sport                  | 1:59.275 | +22.380 | 28       |
| 29   | LMGTE Am  | 98  | Aston Martin Racing       | 1:59.338 | +22.443 | 29       |
| 30   | LMGTE Am  | 88  | Dempsey-Proton Racing     | 1:59.757 | +22.862 | 30       |
| 31   | LMGTE Am  | 54  | Spirit of Race            | 1:59.809 | +22.914 | 31       |
| 32   | LMGTE Am  | 70  | MR Racing                 | 2.00.003 | +23.108 | 32       |
| 33   | LMGTE Am  | 61  | Clearwater Racing         | 2.00.118 | +23.223 | 33       |
| 34   | LMGTE Am  | 86  | Gulf Racing               | 2.00.221 | +23.326 | 34       |

Fuente: FIA WEC.

## Carrera
Resultados por clase
| Pos. general | Pos. clase | Clase     | N.° | Escudería                 | Pilotos                                                 | Automóvil                 | Vueltas | Tiempo/Retirado | Campeonato | Campeonato |
| Pos. general | Pos. clase | Clase     | N.° | Escudería                 | Pilotos                                                 | Automóvil                 | Vueltas | Tiempo/Retirado | Pos.       | Puntos     |
| LMP          | LMP        | LMP       | LMP | LMP                       | LMP                                                     | LMP                       | LMP     | LMP             | LMP        | LMP        |
| ------------ | ---------- | --------- | --- | ------------------------- | ------------------------------------------------------- | ------------------------- | ------- | --------------- | ---------- | ---------- |
| 1            | 1          | LMP1      | 3   | Rebellion Racing          | Mathias Beche Thomas Laurent Gustavo Menezes            | Rebellion R13-Gibson      | 193     | 6:02:10.579     | 1          | 25         |
| 2            | 2          | LMP1      | 1   | Rebellion Racing          | Neel Jani André Lotterer                                | Rebellion R13-Gibson      | 192     | +1 vuelta       | 2          | 18         |
| 3            | 3          | LMP1      | 17  | SMP Racing                | Stéphane Sarrazin Egor Orudzhev                         | BR Engineering BR1-AER    | 192     | +1 vuelta       | 3          | 15         |
| 4            | 1          | LMP2      | 38  | Jackie Chan DC Racing     | Ho-Pin Tung Gabriel Aubry Stéphane Richelmi             | Oreca 07-Gibson           | 185     | +8 vueltas      | 4          | 12         |
| 5            | 2          | LMP2      | 37  | Jackie Chan DC Racing     | Jazeman Jaafar Weiron Tan Nabil Jeffri                  | Oreca 07-Gibson           | 185     | +8 vueltas      | 5          | 10         |
| 6            | 3          | LMP2      | 36  | Signatech Alpine Matmut   | Nicolas Lapierre André Negrão Pierre Thiriet            | Alpine A470-Gibson        | 183     | +10 vueltas     | 6          | 8          |
| 7            | 4          | LMP2      | 31  | DragonSpeed               | Roberto González Pastor Maldonado Anthony Davidson      | Oreca 07-Gibson           | 181     | +12 vueltas     | 7          | 6          |
| 8            | 5          | LMP2      | 29  | Racing Team Nederland     | Frits van Eerd Giedo van der Garde Nyck de Vries        | Dallara P217-Gibson       | 181     | +12 vueltas     | 8          | 4          |
| 9            | 6          | LMP2      | 50  | Larbre Compétition        | Erwin Creed Romano Ricci Yoshiharu Mori                 | Ligier JS P217-Gibson     | 176     | +17 vueltas     | 9          | 2          |
| 10           | 7          | LMP2      | 28  | TDS Racing                | François Perrodo Matthieu Vaxiviere Loïc Duval          | Oreca 07-Gibson           | 173     | +20 vueltas     | 10         | 1          |
| 25           | 4          | LMP1      | 10  | DragonSpeed               | Henrik Hedman Ben Hanley Renger van der Zande           | BR Engineering BR1-Gibson | 165     | +28 vueltas     | 11         | 0.5        |
| NC           | NC         | LMP1      | 4   | ByKolles Racing Team      | Oliver Webb René Binder                                 | ENSO CLM P1/01-Nismo      | 59      | No clasificado  | NC         | NC         |
| NC           | NC         | LMP1      | 11  | SMP Racing                | Mikhail Aleshin Vitaly Petrov Jenson Button             | BR Engineering BR1-AER    | 23      | No clasificado  | NC         | NC         |
| DSQ          | DSQ        | LMP1      | 8   | Toyota Gazoo Racing       | Sébastien Buemi Kazuki Nakajima Fernando Alonso         | Toyota TS050 Hybrid       | 197     | Descalificado   | DSQ        | DSQ        |
| DSQ          | DSQ        | LMP1      | 7   | Toyota Gazoo Racing       | Mike Conway Kamui Kobayashi José María López            | Toyota TS050 Hybrid       | 197     | Descalificado   | DSQ        | DSQ        |
| LMP2         |            |           |     |                           |                                                         |                           |         |                 |            |            |
| 4            | 1          | LMP2      | 38  | Jackie Chan DC Racing     | Ho-Pin Tung Gabriel Aubry Stéphane Richelmi             | Oreca 07-Gibson           | 185     | 6:02:03.724     | 1          | 25         |
| 5            | 2          | LMP2      | 37  | Jackie Chan DC Racing     | Jazeman Jaafar Weiron Tan Nabil Jeffri                  | Oreca 07-Gibson           | 185     | +1.971          | 2          | 18         |
| 6            | 3          | LMP2      | 36  | Signatech Alpine Matmut   | Nicolas Lapierre André Negrão Pierre Thiriet            | Alpine A470-Gibson        | 183     | +2 vueltas      | 3          | 15         |
| 7            | 4          | LMP2      | 31  | DragonSpeed               | Roberto González Pastor Maldonado Anthony Davidson      | Oreca 07-Gibson           | 181     | +4 vueltas      | 4          | 12         |
| 8            | 5          | LMP2      | 29  | Racing Team Nederland     | Frits van Eerd Giedo van der Garde Nyck de Vries        | Dallara P217-Gibson       | 181     | +4 vueltas      | 5          | 10         |
| 9            | 6          | LMP2      | 50  | Larbre Compétition        | Erwin Creed Romano Ricci Yoshiharu Mori                 | Ligier JS P217-Gibson     | 176     | +9 vueltas      | 6          | 8          |
| 10           | 7          | LMP2      | 28  | TDS Racing                | François Perrodo Matthieu Vaxiviere Loïc Duval          | Oreca 07-Gibson           | 173     | +12 vueltas     | 7          | 6          |
| LMGTE        |            |           |     |                           |                                                         |                           |         |                 |            |            |
| Pos. general | Pos. clase | Clase     | N.° | Escudería                 | Pilotos                                                 | Automóvil                 | Vueltas | Tiempo/Retirado | Campeonato | Campeonato |
| Pos. general | Pos. clase | Clase     | N.° | Escudería                 | Pilotos                                                 | Automóvil                 | Vueltas | Tiempo/Retirado | Pos.       | Puntos     |
| 11           | 1          | LMGTE Pro | 51  | AF Corse                  | Alessandro Pier Guidi James Calado                      | Ferrari 488 GTE EVO       | 172     | 6:01:08.201     | 1          | 25         |
| 12           | 2          | LMGTE Pro | 67  | Ford Chip Ganassi Team UK | Andy Priaulx Harry Tincknell                            | Ford GT                   | 172     | +35.710         | 2          | 18         |
| 13           | 3          | LMGTE Pro | 92  | Porsche GT Team           | Michael Christensen Kévin Estre                         | Porsche 911 RSR           | 172     | +39.984         | 3          | 15         |
| 14           | 4          | LMGTE Pro | 97  | Aston Martin Racing       | Alex Lynn Maxime Martin                                 | Aston Martin Vantage AMR  | 171     | +1 vuelta       | 4          | 12         |
| 15           | 5          | LMGTE Pro | 81  | BMW Team MTEK             | Martin Tomczyk Nick Catsburg                            | BMW M8 GTE                | 171     | +1 vuelta       | 5          | 10         |
| 16           | 6          | LMGTE Pro | 66  | Ford Chip Ganassi Team UK | Stefan Mücke Olivier Pla                                | Ford GT                   | 170     | +2 vueltas      | 6          | 8          |
| 17           | 1          | LMGTE Am  | 77  | Dempsey-Proton Racing     | Christian Ried Julien Andlauer Matt Campbell            | Porsche 911 RSR           | 168     | +4 vueltas      | 7          | 6          |
| 18           | 2          | LMGTE Am  | 90  | TF Sport                  | Salih Yoluç Jonathan Adam Charlie Eastwood              | Aston Martin Vantage      | 168     | +4 vueltas      | 8          | 4          |
| 19           | 3          | LMGTE Am  | 56  | Team Project 1            | Jörg Bergmeister Patrick Lindsey Egidio Perfetti        | Porsche 911 RSR           | 168     | +4 vueltas      | 9          | 2          |
| 20           | 4          | LMGTE Am  | 98  | Aston Martin Racing       | Paul Dalla Lana Pedro Lamy Mathias Lauda                | Aston Martin Vantage      | 168     | +4 vueltas      | 10         | 1          |
| 21           | 5          | LMGTE Am  | 61  | Clearwater Racing         | Weng Sun Mok Keita Sawa Matthew Griffin                 | Ferrari F488 GTE          | 167     | +5 vueltas      | 11         | 0.5        |
| 22           | 6          | LMGTE Am  | 86  | Gulf Racing UK            | Michael Wainwright Ben Barker Alex Davison              | Porsche 911 RSR           | 167     | +5 vueltas      | 12         | 0.5        |
| 23           | 7          | LMGTE Am  | 70  | MR Racing                 | Motoaki Ishikawa Olivier Beretta Eddie Cheever III      | Ferrari F488 GTE          | 167     | +5 vueltas      | 13         | 0.5        |
| 24           | 8          | LMGTE Am  | 88  | Dempsey-Proton Racing     | Gianluca Roda Giorgio Roda Matteo Cairoli               | Porsche 911 RSR           | 167     | +5 vueltas      | 14         | 0.5        |
| 26           | 9          | LMGTE Am  | 54  | Spirit of Race            | Thomas Flöhr Francesco Castellacci Giancarlo Fisichella | Ferrari F488 GTE          | 158     | +14 vueltas     | 15         | 0.5        |
| 27           | 7          | LMGTE Pro | 71  | AF Corse                  | Davide Rigon Sam Bird                                   | Ferrari 488 GTE EVO       | 157     | +15 vueltas     | 16         | 0.5        |
| 28           | 8          | LMGTE Pro | 95  | Aston Martin Racing       | Marco Sørensen Nicki Thiim                              | Aston Martin Vantage AMR  | 155     | +17 vueltas     | 17         | 0.5        |
| NC           | NC         | LMGTE Pro | 82  | BMW Team MTEK             | Augusto Farfus António Félix da Costa                   | BMW M8 GTE                | 116     | No clasificado  | NC         | NC         |
| DSQ          | DSQ        | LMGTE Pro | 91  | Porsche GT Team           | Richard Lietz Gianmaria Bruni                           | Porsche 911 RSR           | 172     | Descalificado   | DSQ        | DSQ        |
| LMGTE Am     |            |           |     |                           |                                                         |                           |         |                 |            |            |
| 17           | 1          | LMGTE Am  | 77  | Dempsey-Proton Racing     | Christian Ried Julien Andlauer Matt Campbell            | Porsche 911 RSR           | 168     | 6:01:11.238     | 1          | 25         |
| 18           | 2          | LMGTE Am  | 90  | TF Sport                  | Salih Yoluç Jonathan Adam Charlie Eastwood              | Aston Martin Vantage      | 168     | +46.878         | 2          | 18         |
| 19           | 3          | LMGTE Am  | 56  | Team Project 1            | Jörg Bergmeister Patrick Lindsey Egidio Perfetti        | Porsche 911 RSR           | 168     | +59.027         | 3          | 15         |
| 20           | 4          | LMGTE Am  | 98  | Aston Martin Racing       | Paul Dalla Lana Pedro Lamy Mathias Lauda                | Aston Martin Vantage      | 168     | +1:00.147       | 4          | 12         |
| 21           | 5          | LMGTE Am  | 61  | Clearwater Racing         | Weng Sun Mok Keita Sawa Matthew Griffin                 | Ferrari F488 GTE          | 167     | +1 vuelta       | 5          | 10         |
| 22           | 6          | LMGTE Am  | 86  | Gulf Racing UK            | Michael Wainwright Ben Barker Alex Davison              | Porsche 911 RSR           | 167     | +1 vuelta       | 6          | 8          |
| 23           | 7          | LMGTE Am  | 70  | MR Racing                 | Motoaki Ishikawa Olivier Beretta Eddie Cheever III      | Ferrari F488 GTE          | 167     | +1 vuelta       | 7          | 6          |
| 24           | 8          | LMGTE Am  | 88  | Dempsey-Proton Racing     | Gianluca Roda Giorgio Roda Matteo Cairoli               | Porsche 911 RSR           | 167     | +1 vuelta       | 8          | 4          |
| 26           | 9          | LMGTE Am  | 54  | Spirit of Race            | Thomas Flöhr Francesco Castellacci Giancarlo Fisichella | Ferrari F488 GTE          | 158     | +10 vueltas     | 9          | 2          |

Fuentes: FIA WEC.